# نادي اتحاد الشرطة (ليبيا)
نادي اتحاد الشرطة هو نادي كرة قدم ليبي يقع مقره في مدينة طرابلس تأسس سنة 1957 تحت اسم نادي البوليس الليبي وتعددت الأسماء فيما بعد إلى (الشرطة ثم اتحاد الشرطة ومن ثم الأمن العام ليعود ومنذ سنة 2011 عاد اسم النادي إلى نادي اتحاد الشرطة).

## مشاركاته
1. شارك في دوري الدرجة الأولى (الممتاز حسب التمسية الجديدة)10 مواسم كالتالي: 68/69 - 70\71 - 71/72 - 72/73 - 73/74 - 74/75 - 75/76 - 76/77 - 91/92 - 2008/2009
2. شارك في دوري الدرجة الثانية (الأولى حسب التسمية الجديدة) مواسم 2006\2007 - 2007\2008 - 2009\2010 - 2010\2011
3. شارك في كأس الاتحاد الليبي موسم واحد: 2008\2009

مشاركاته تحت مختلف التسميات:
- تحت اسم الشرطة تأهل في مواسم: 68\69 - 70/71 - 72/73 - 73/74 - 91/92
- تحت اسم الأمن العام تأهل في مواسم: 71/72 - 74/75 - 2008/2009
- تحت اسم اتحاد الشرطة تأهل في مواسم: 75/76 - 76/77